# Arbeitsgericht Schwerin

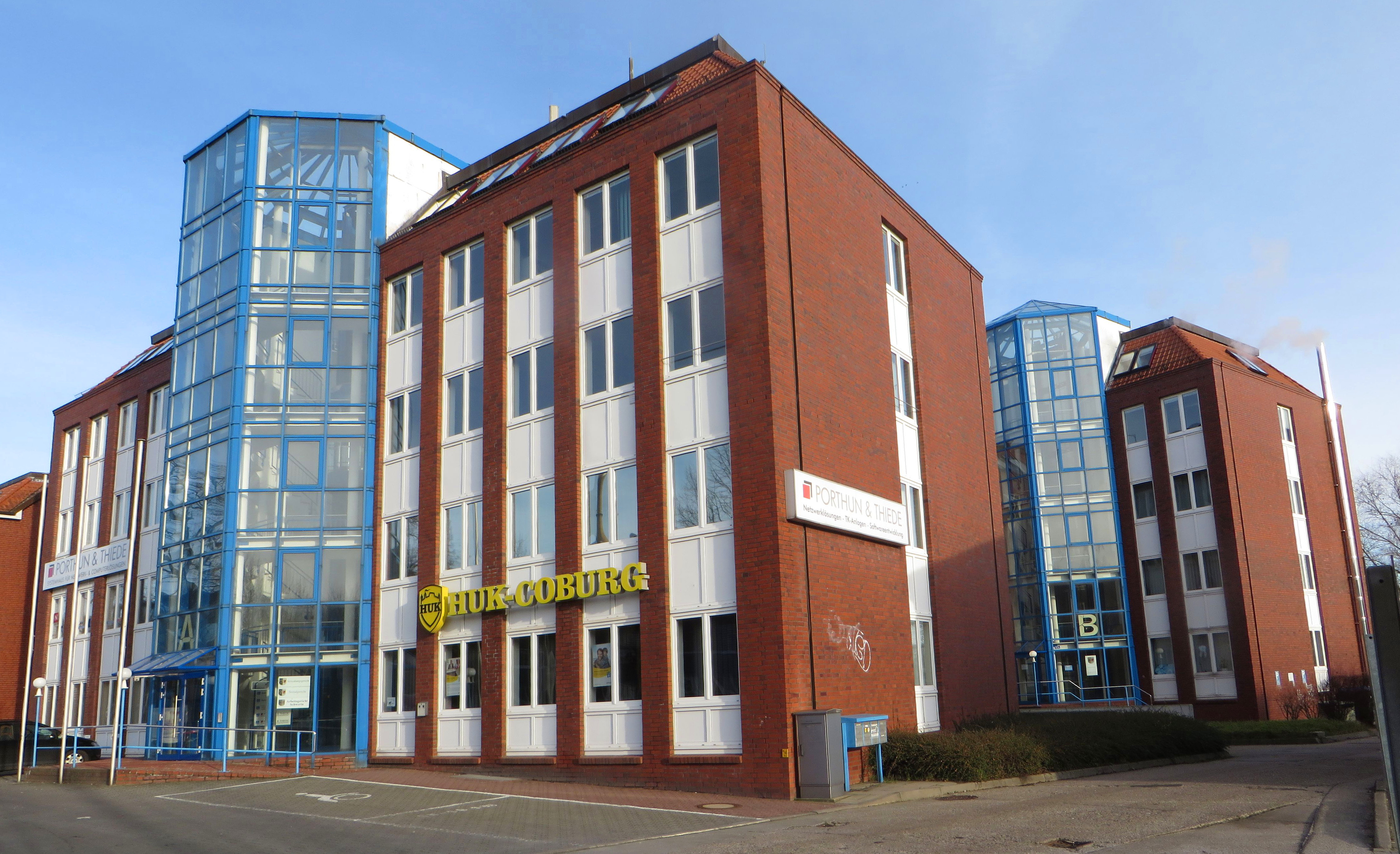
Gemeinsames Gebäude des Arbeits-, Sozial- und Verwaltungsgerichts Schwerin

Das Arbeitsgericht Schwerin ist ein Gericht der Arbeitsgerichtsbarkeit des Landes Mecklenburg-Vorpommern.

## Gerichtssitz und -bezirk
Das Gericht hat seinen Sitz in der Landeshauptstadt Schwerin.
Gerichtstage wurden bis zum Inkrafttreten der Gerichtsstrukturreform am 6. Oktober 2014 im Amtsgericht Parchim und im Amtsgericht Wismar abgehalten.
Der Gerichtsbezirk umfasst das Gebiet der Landkreise Nordwestmecklenburg und Ludwigslust-Parchim sowie der kreisfreien Stadt Schwerin.

## Gebäude
Das Gericht befindet sich unter der Anschrift Wismarsche Straße 323 b. Im selben Gebäude sind auch das Sozialgericht Schwerin und das Verwaltungsgericht Schwerin untergebracht.

## Übergeordnete Gerichte
Dem Arbeitsgericht Schwerin sind das Landesarbeitsgericht Mecklenburg-Vorpommern und im weiteren Rechtszug das Bundesarbeitsgericht übergeordnet.